# Горњи Адровац
Горњи Адровац је насеље у Србији у општини Алексинац у Нишавском округу. Према попису из 2022. било је 67 становника (према попису из 2002. било је 134 становника).

## Историја
Током српско-турских ратова 1876-1878 око овог и суседних села су се водиле велике битке, овде је погинуо руски пуковник Николај Рајевски, у чију част је подигнута тзв. Руска црква. Пуковник Рајевски је послужио руском писцу Лаву Толстоју као прототип за главног јунака, грофа Вронског, у његовом делу „Ана Карењина“. Током Првог светског рата, ово село је претрпело разарање. Доста мештана је масакрирано од стране Бугара.

## Демографија
У насељу Горњи Адровац живи 119 пунолетних становника, а просечна старост становништва износи 51,8 година (49,6 код мушкараца и 54,0 код жена). У насељу има 58 домаћинстава, а просечан број чланова по домаћинству је 2,31.
Ово насеље је у потпуности насељено Србима (према попису из 2002. године), а у последња три пописа, примећен је пад у броју становника.
|  |

| Демографија | Демографија | Демографија |
| Година      | Становника  | Становника  |
| ----------- | ----------- | ----------- |
| 1948.       | 375         |             |
| 1953.       | 360         |             |
| 1961.       | 350         |             |
| 1971.       | 354         |             |
| 1981.       | 303         |             |
| 1991.       | 232         | 232         |
| 2002.       | 134         | 134         |

| Етнички састав према попису из 2002.‍ | Етнички састав према попису из 2002.‍ | Етнички састав према попису из 2002.‍ | Етнички састав према попису из 2002.‍ | Етнички састав према попису из 2002.‍ |
| ------------------------------------ | ------------------------------------ | ------------------------------------ | ------------------------------------ | ------------------------------------ |
|                                      |                                      |                                      |                                      |                                      |
| Срби                                 | Срби                                 |                                      | 134                                  | 100,0%                               |
| непознато                            | непознато                            |                                      | 0                                    | 0,0%                                 |

| Година пописа     | 1948. | 1953. | 1961. | 1971. | 1981. | 1991. | 2002. |
| ----------------- | ----- | ----- | ----- | ----- | ----- | ----- | ----- |
| Број домаћинстава | 91    | 92    | 92    | 99    | 95    | 73    | 58    |

| Број чланова      | 1  | 2  | 3 | 4 | 5 | 6 | 7 | 8 | 9 | 10 и више | Просек |
| ----------------- | -- | -- | - | - | - | - | - | - | - | --------- | ------ |
| Број домаћинстава | 20 | 20 | 7 | 6 | 3 | 0 | 2 | 0 | 0 | 0         | 2,31   |

| Пол    | Укупно | Неожењен/Неудата | Ожењен/Удата | Удовац/Удовица | Разведен/Разведена | Непознато |
| ------ | ------ | ---------------- | ------------ | -------------- | ------------------ | --------- |
| Мушки  | 62     | 15               | 43           | 4              | 0                  | 0         |
| Женски | 63     | 8                | 39           | 15             | 1                  | 0         |
| УКУПНО | 125    | 23               | 82           | 19             | 1                  | 0         |

| Пол    | Укупно                    | Пољопривреда, лов и шумарство | Рибарство                            | Вађење руде и камена | Прерађивачка индустрија       |
| ------ | ------------------------- | ----------------------------- | ------------------------------------ | -------------------- | ----------------------------- |
| Мушки  | 22                        | 15                            | 0                                    | 0                    | 2                             |
| Женски | 26                        | 25                            | 0                                    | 0                    | 1                             |
| УКУПНО | 48                        | 40                            | 0                                    | 0                    | 3                             |
| Пол    | Производња и снабдевање   | Грађевинарство                | Трговина                             | Хотели и ресторани   | Саобраћај, складиштење и везе |
| Мушки  | 0                         | 1                             | 0                                    | 0                    | 1                             |
| Женски | 0                         | 0                             | 0                                    | 0                    | 0                             |
| УКУПНО | 0                         | 1                             | 0                                    | 0                    | 1                             |
| Пол    | Финансијско посредовање   | Некретнине                    | Државна управа и одбрана             | Образовање           | Здравствени и социјални рад   |
| Мушки  | 0                         | 0                             | 0                                    | 0                    | 0                             |
| Женски | 0                         | 0                             | 0                                    | 0                    | 0                             |
| УКУПНО | 0                         | 0                             | 0                                    | 0                    | 0                             |
| Пол    | Остале услужне активности | Приватна домаћинства          | Екстериторијалне организације и тела | Непознато            | Непознато                     |
| Мушки  | 2                         | 0                             | 0                                    | 1                    | 1                             |
| Женски | 0                         | 0                             | 0                                    | 0                    | 0                             |
| УКУПНО | 2                         | 0                             | 0                                    | 1                    | 1                             |